# And So It Goes
And So It Goes (titulada Así nos va en España y Juntos... pero no tanto en Hispanoamérica) es una película estadounidense de 2014 dirigida por Rob Reiner y escrita por Mark Andrus. Está protagonizada por Michael Douglas, Diane Keaton y Sterling Jerins y se estrenó el 25 de julio de 2014.

## Reparto
- Michael Douglas como Oren Little.
- Diane Keaton como Leah.
- Sterling Jerins como Sarah.
- Annie Parisse como Kate.
- Rob Reiner como Artie.
- Albert Jones como Reggie.
- Yaya DaCosta como Kennedy.
- Paloma Guzmán como Selena.
- Frances Sternhagen como Claire.
- Andy Karl como Ted Westburg.
- Frankie Valli como Propietario del Club.
- David Aaron Baker como David Shaw.
- Theo Stockman como Russell.

## Producción
El rodaje comenzó en junio de 2013 en Connecticut y también tuvo lugar en California.

### Música
El 17 de diciembre de 2013 se anunció que Marc Shaiman compondría la música para la película.

## Tráiler
El primer tráiler de la película se estrenó el 9 de mayo de 2014.

## Acogida
And so it goes recibió críticas negativas. En Rotten Tomatoes tiene un 18% basado en 82 críticas. En Metacritic tiene un 38% basado en 31 críticas.